# Rolladen Schneider LS6
Die Rolladen Schneider LS6 ist ein einsitziges Segelflugzeug der FAI-15-m- und 18-m-Klasse.
Sie wurde im Zeitraum von 1984 bis 2003 vom Segelflugzeughersteller Rolladen Schneider hergestellt.
Ihr Segelflug-Index reicht von 111 bis 117.

## Geschichte
Im Februar 1983 flog der Nachfolger der LS3 zum ersten Mal.
Am 16. März 1990 flog zum ersten Mal die LS6-c mit einer Spannweite von 17,50 Metern, von der im ersten Jahr bereits 35 Exemplare gebaut wurden.

## Konstruktion
Technologische und aerodynamische Erkenntnisse aus den Erfahrungen mit der LS3 und der LS4 bestimmten die Auslegung der LS6. Die LS6 war eine vollkommen neue Entwicklung.
Der Flügel wurde als Doppeltrapez ausgelegt mit einem modifizierten Wortmannprofil. Dies weist nur eine Dicke von 13,2 Prozent auf. Bei der LS6 wurden zum ersten Mal Kohlenstofffaser-Holmgurte verwendet. Lediglich die Flügelfläche blieb wie bei der LS3 bei 10,50 m². Der Rumpf wurde wieder etwas enger als bei der LS4. Die Haube öffnet zusammen mit den Instrumenten nach vorne. Vorübergehend traten Flatterprobleme auf, die die Verwendung eines Dämpfers erforderlich machten. Später konnte durch die Verwendung von Kohlenstofffasern auch in der Flügelschale und weiteren konstruktiven Änderungen auf den Dämpfer wieder verzichtet werden (LS6-b). Zur Verbesserung der Schnellflugeigenschaften ist die LS6 mit durchgehenden Wölbklappen (Flaperon) ausgestattet.

## Versionen
- LS6 – lässt sich die durch Einbau (TM 6005) eines Seitenflossen-Wassertanks zur LS6-a umrüsten.[1]
- LS6-a – überarbeitetes Ballastsystem mit größeren Wasserballasttanks und optionalem Seitenrudertank, Höhenruder aus Aramid-Papier-Sandwich.
- LS6-b – (1987) leichtere und stärkere Flügelschale aus einem Glasfaser-Kohlenstofffaser-Schaum-Sandwich, das original Kohlenstofffaser-Aramid-Höhenruder aus der LS6 kehrte zurück.
- LS6-c – wechselbare Außenflügel ermöglichen eine Spannweite von 15 bis 17,5 Metern, dies machte jedoch ein größeres Seitenruder erforderlich, welches das Flugzeug um 14 cm verlängerte, das Cockpit wurde für erhöhte Crashsicherheit verstärkt und das zulässige Gewicht nichttragender Teile erhöht, automatische Ruderanschlüsse wurden eingeführt, Steuerungs- und Ballastsysteme überarbeitet und auf den aktuellen Stand gebracht.
  - LS6-c18 – Winglets für 18 m Spannweite, Wasserballast wurde auf 100 Liter begrenzt und die Höchstgeschwindigkeit auf 280 km/h erhöht.
  - LS6-18w – Winglets für 18 m Spannweite, Doppel-Wassersack-System mit 140 Liter Fassungsvermögen, optional 15-m-Winglets.

## Nutzung
Mit der LS6 wurden auf Weltmeisterschaften sehr gute Ergebnisse erzielt: 1985 Platz 1 und 2 in Rieti (Italien), 1987 Platz 1–3 in Benalla (Australien), 1991 Platz 1–4 in Uvalde (USA) und 1993 Platz 1 und 2 in Borlänge (Schweden).

## Technische Daten

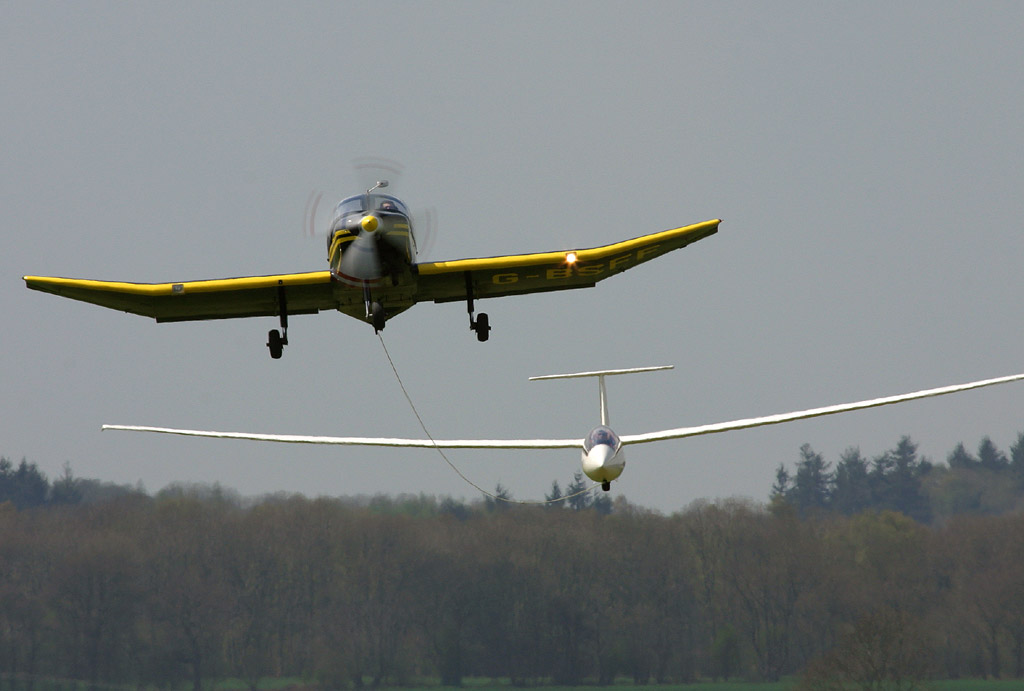
LS6 im Flugzeugschlepp

| Kenngröße             | LS6, LS6-a, LS6-b, LS6-c | LS6-c               | LS6-c18, LS6-18w    |
| --------------------- | ------------------------ | ------------------- | ------------------- |
| Besatzung             | 1                        | 1                   | 1                   |
| Länge                 | 6,66 m                   | 6,80 m              | 6,80 m              |
| Spannweite            | 15,0 m                   | 17,5 m              | 18,0 m              |
| Flügelfläche          | 10,5 m²                  | 11,31 m²            | 11,42 m²            |
| Flügelstreckung       | 21,43                    | 27,10               | 29,13               |
| Leermasse             | 260 kg                   | 275 kg              | 280 kg              |
| Startmasse            | 525 kg                   | 525 kg              | 525 kg              |
| Gleitzahl             | 44 bei 97 km/h           | 49 bei 97 km/h      | 50 bei 97 km/h      |
| Geringstes Sinken     | 0,58 m/s bei 85 km/h     | 0,5 m/s bei 85 km/h | 0,5 m/s bei 85 km/h |
| Höchstgeschwindigkeit | 270 km/h                 | 270 km/h            | 280 km/h            |